# Eva Baltasar i Sardà
Eva Baltasar i Sardà (Barcelona, 26 d'agost de 1978) és una poeta i escriptora catalana.

## Biografia
Llicenciada en pedagogia a la Universitat de Barcelona, el 2008 va debutar com a poeta amb Laia, llibre que va guanyar el Premi Miquel de Palol. Entre els anys 2009 i 2017 ha publicat nou poemaris més, tots premiats.
La seva poesia s'ha definit com a intimista, poesia del cos, amb trets sovint filosòfics i conceptuals. Són recurrents les seves referències al lesbianisme, l'experiència d'habitar el propi cos, la maternitat o l'accés a un imaginari íntim com a manera de suportar la realitat.
Amb el poemari Vida limitada guanyà el Premi Miquel Àngel Riera de Poesia (Ciutat de Manacor) 2013.
L'any 2016, amb Invertida, valorada pel jurat per ser una obra arriscada, amb veu fresca, imatges impactants i lèxic acurat, guanyà el Premi de Poesia dels Premis Mallorca.
L'any 2018 va publicar Permagel, novel·la aclamada per públic i crítica que va guanyar el Premi Llibreter i el Premi L'Illa dels Llibres. Permagel és la primera novel·la d'un tríptic on l'autora explora en primera persona la veu de tres dones diferents que viuen algunes de les contradiccions pròpies del seu temps. L'obra ha venut més de 25.000 exemplars en català. El 2020 es va publicar Boulder, la segona entrega del tríptic, que li va valdre el Premi Òmnium a la millor novel·la de l'any. El 2021 va tancar el tríptic amb Mamut.
Ha estat traduïda a una desena de llengües, el castellà i l'anglès entre d'altres.
El març de 2023 va ser nominada ("long list") al Premi Internacional Booker per Boulder, i el mes d'abril següent va ser seleccionada finalista ("short list"), esdevenint la primera obra de literatura catalana finalista d'aquest premi. Finalment, però, Time Shelter, del búlgar Georgi Gospodinov, va ser l'obra premiada.

## Obra literària
Novel·la
- 2012: El camí de les flors. Pagès Editors.[14]
- 2018: Permagel. Club Editor (Premi Llibreter[15] i Premi L'Illa dels Llibres).[16]
- 2020: Boulder. Club Editor. (Premi Òmnium)[6]
- 2022: Mamut. Club Editor.
- 2024: Ocàs i fascinació. Club Editor.

Poesia
- 2008: Laia. Columna Edicions (Premi Miquel de Palol).[17]
- 2009: Atàviques feres. Cossetània Edicions (Premi Ramon Comas i Maduell).[18]
- 2010: Reclam. Institut d'Estudis Ilerdencs (Premi Les Talúries).[19]
- 2011: Dotze treballs. Pagès Editors (Premi Benet Ribas).[20]
- 2011: Medi aquàtic. Pagès Editors (Premi Màrius Torres).[21]
- 2012: Poemes d'una embarassada. Pagès Editors (Premi Jordi Pàmias).[22]
- 2013: Vida limitada. Món de Llibres.[23] (Premi Miquel Àngel Riera)[24]
- 2016: Animals d'hivern. Edicions 62 (Premi Gabriel Ferrater).[25]
- 2017: Neutre. Edicions Bromera (Premi Ibn Jafadja).[26]
- 2017: Invertida. Lleonard Muntaner (Premi Mallorca).[27]
- 2021: Nus Schiele. Club Editor.

## Premis i reconeixements[28]
- Premi Miquel de Palol de poesia 2008
- Premi Ramon Comas i Maduell de poesia 2008
- Premi Benet Ribas de poesia 2010
- Premi Les Talúries de poesia 2010
- Premi de poesia Màrius Torres 2010
- Premi Jordi Pàmias de poesia 2011
- Premi Miquel Àngel Riera de poesia 2013
- Premi Gabriel Ferrater de poesia 2015
- Premi Mallorca de Creació Literària, modalitat de poesia 2016
- Premi de poesia Ibn Jafadja 2016
- Premi Llibreter de narrativa 2018
- Premi L'illa dels llibres 2018
- Premi Continuarà de Cultura Rtve 2019[29]